# Chevrolet Monza (2019)
La Chevrolet Monza è una autovettura prodotta dalla casa automobilistica statunitense Chevrolet a partire dal 2019.

## Descrizione
La Monza ha debuttato nel novembre 2018 al Salone dell'Auto di Guangzhou, venendo vendita dal 21 marzo 2019 per il solo mercato cinese. Realizzata sulla piattaforma GM-PATAC K utilizzata dalla Buick Excelle GT e dalla Buick GL6 nello stabilimento di Wuhan in joint-venture con la SAIC, è disponibile in due livelli di allestimento (320T e RS 330T) e in cinque versione complessive. La 320T è dotata di un motore tre cilindri turbo da 1 litro da 123 CV, mentre la 330T monta un motore tre cilindri turbo da 1,3 litri da 161 CV. Le motorizzazioni da 1 litro sono abbinate ad un cambio manuale a 6 marce o un cambio a doppia frizione a 6 marce, mentre le 1,3 litri sono disponibili solo con un cambio automatico a 6 marce.